# Vạn Kiếp
Vạn Kiếp là căn cứ thủy quân và cảng lớn thời Lý - Trần. Địa danh lịch sử này nằm gần những chỗ giao nhau cả sông Cầu, sông Thương, sông Đuống, sông Kinh Thầy với sông Thái Bình, nay là vùng Vạn Yên, thành phố Chí Linh, tỉnh Hải Dương, Việt Nam. Đầu năm 1285, đây là địa bàn tập trung binh lực của quân Đại Việt dưới sự chỉ huy của Quốc công Tiết chế Hưng Đạo đại vương Trần Quốc Tuấn sau cuộc rút lui chiến lược khỏi Thăng Long trước thế mạnh ban đầu của quân Nguyên xâm lược. Hồi thế kỉ 16 là hành dinh của Trần Cảo.

## Trận Vạn Kiếp
Từ ngày 11 tháng 2 năm 1285 đến ngày 14 tháng 2 năm 1285 tại Vạn Kiếp, 20 vạn quân Trần với hơn 1000 chiến thuyền đã chống trả quyết liệt cuộc tiến công của 30 vạn quân Nguyên do Thoát Hoan chỉ huy. Để bảo toàn lực lượng, quân Trần rút khỏi Vạn Kiếp. Tháng 5 năm 1285, quân dân nhà Trần bắt đầu phản công. Cuối tháng 5, sau thảm bại tại Tây Kết và Hàm Tử (Khoái Châu, Hưng Yên ngày nay), quân Nguyên tìm cách rút quân về nước. Đầu tháng 6, trên đường rút chạy qua sông Như Nguyệt bị cánh quân của Hoài Văn Hầu Trần Quốc Toản chặn đánh. Cánh quân của Thoát Hoan và Lý Hằng chạy theo đường Vạn Kiếp bị quân phục kích nhà Trần bố trí từ trước xông ra phản công. Quân Nguyên chết đuối rất nhiều. Lý Hằng tử trận. Thoát Hoan được một viên tùy tướng "giấu trong ống đồng" chạy thoát về Tàu theo hướng Lạng Sơn. Cùng với các trận chiến khác, trận Vạn Kiếp đã góp phần quan trọng quét sạch 50 vạn quân xâm lược ra khỏi bờ cõi Đại Việt.
Vạn Kiếp nay thuộc vùng Vạn Yên, xã Hưng Đạo, thành phố Chí Linh, tỉnh Hải Dương có các di tích lịch sử như bến Bình Than, Thành cổ Phao Sơn, chùa Côn Sơn, đền Kiếp Bạc thờ Hưng Đạo đại vương Trần Quốc Tuấn.